# Serra (Familienname)
Serra ist ein spanischer Familienname.

## Namensträger
- Adriana Serra Zanetti (* 1976), italienische Tennisspielerin
- Albert Serra (* 1975), spanischer Künstler
- Antonella Serra Zanetti (* 1980), italienische Tennisspielerin
- Antonio Serra, italienischer Merkantilist
- Agustín José Bernaus y Serra (1863–1930), spanischer römisch-katholischer Geistlicher und Apostolischer Vikar von Guam und Bluefields
- Camille de Rocca Serra (Politiker, 1880) (1880–1963), französischer Politiker
- Camille de Rocca Serra (Politiker, 1954) (* 1954), französischer Politiker
- Chico Serra (* 1957), brasilianischer Autorennfahrer
- Cristóbal Serra (katalanisch Cristòfol Serra Simó; 1922–2012), spanischer Autor
- Daniel Serra (Schwimmer) (* 1968), spanischer Schwimmer
- Daniel Serra (Rennfahrer) (* 1984), brasilianischer Rennfahrer
- Dino Serra (* 1954), italo-kanadischer Eishockeyspieler
- Domènec Moli i Serra (* 1933), katalanischer Schriftsteller, Kunstkritiker, Drucker und Verleger
- Eduardo Serra (* 1943), portugiesisch-französischer Kameramann
- Éric Serra (* 1959), französischer Filmkomponist
- Etienne Serra (1916–1989), Schweizer Diplomat
- Federico Serra (* 1994), italienischer Boxer
- Florent Serra (* 1981), französischer Tennisspieler
- Francesc Pi de la Serra i Valero (* 1942), katalanischer Gitarrist und Liedermacher
- Francesco Serra (1783–1850), italienischer Geistlicher, Erzbischof von Capua
- Francislaine Serra (* 1994), portugiesische Leichtathletin
- Gabriel Serra Argüello (* 1984), nicaraguanischer Filmregisseur und Kameramann
- Gerard Claret i Serra (* 1951), andorranischer klassischer Violinist und Musikpädagoge
- Giacomo Serra (1570–1623), italienischer Kardinal und Bischof
- Giandomenico Serra (1885–1958), italienischer Linguist und Dialektologe
- Giuseppe Serra (Politiker) (1934–2008), italienischer Politiker
- Giuseppe Serra (Altphilologe) (* 1937), italienischer Altphilologe
- Giuseppe Serra (Maler) (* 1939), italienischer Maler
- Guillem Serra, spätmittelalterlicher katalanischer Ritter, Geistlicher und Übersetzer
- Hal Serra (1928–2012), US-amerikanischer Jazzpianist
- Isabel Serra (* 1989), spanische Philosophin, Aktivistin und Politikerin
- Jakob Strobel y Serra (* 1966), deutscher Redakteur und Autor
- Janni Serra (* 1998), deutscher Fußballspieler
- Jaume Collet-Serra (* 1974), spanischer Filmregisseur
- Jean-Paul de Rocca Serra (1911–1998), korsischer Politiker
- João Manuel Serra (1931–2010), portugiesischer Schauspieler, Exzentriker, Kultfigur und Stadtoriginal
- Joaquim Serra (Journalist) (1838–1888), brasilianischer Journalist und Politiker
- Joaquim Serra (Mathematiker) (* 1986), spanischer Mathematiker
- Joaquim Serra i Corominas (1907–1957), katalanischer Komponist und Pianist
- José Serra (* 1942), brasilianischer Politiker
- José Correia da Serra (1750–1823), portugiesischer Geistlicher, Gelehrter, Diplomat und Botaniker
- Junípero Serra (1713–1784), spanischer Ordenspriester, Gründer von San Francisco
- Luciana Serra (* 1946), italienische Opernsängerin (Sopran)
- Luis Serra (1935–1992), uruguayischer Radrennfahrer
- Maria Lluïsa Serra Belabre (1911–1967), menorquinische Bibliothekarin, Historikerin und Archäologin
- Maria Mercè Marçal i Serra (1952–1998), katalanische Dichterin, Erzählerin, Herausgeberin und Übersetzerin
- Mario José Serra (1926–2005), argentinischer Geistlicher, Weihbischof von Buenos Aires
- Màrius Serra i Roig (* 1963), katalanischer Schriftsteller, Journalist und Übersetzer
- Matt Serra (* 1974), US-amerikanischer Mixed-Martial-Arts-Kämpfer
- Maurizio Serra (* 1955), italienischer Diplomat, Schriftsteller und Historiker, Mitglied der Académie française
- Modest Serra i Gonzàlez (1873–1962), katalanischer Pianist, Komponist und Musikpädagoge
- Narcís Serra (* 1943), spanischer Politiker
- Paolo Serra (* 1946), italienischer Maler
- Patrick Serra (1962–2013), schwedischer Radrennfahrer
- Pedro Serra (Pseudokardinal) (* 1340/50; † 1404), spanischer Pseudokardinal
- Pedro Serra (Fußballspieler) (1899–1983), spanischer Fußballspieler
- Pere Serra i Gonzàlez (1870–1934), katalanischer Komponist und Musikpädagoge
- Pere Antoni Serra Bauzà (1928–2018), spanischer Verleger
- Ramon Aramon i Serra (1907–2000), spanischer Romanist und Katalanist
- Ramón Daumal Serra (1912–2008), spanischer Geistlicher, Weihbischof von Barcelona
- Richard Serra (1938–2024), US-amerikanischer Bildhauer
- Roberto Serra (* 1982), italienischer Shorttracker
- Rosa Serra i Puigvert (* 1944), katalanische Bildhauerin und Malerin
- Roser Serra (* 1971), spanische Fußballspielerin
- Ruy Serra (1900–1986), brasilianischer Geistlicher, Bischof von São Carlos
- Simón Febrer Serra (1895–1989), spanischer Radrennfahrer, siehe Simón Febrer
- Teresino Serra (* 1947), italienischer Missionar und Ordensoberer
- Valentí Serra de Manresa (* 1959), katalanischer Kapuziner und Pfarrer
- Vicenç Maria de Gibert i Serra (1879–1939), katalanischer Komponist, Organist und Musikkritiker
- Xavier Carbonell i Serra (1942–2015), spanischer Maler
- Yoann Serra (* 1979), französischer Jazzmusiker